# Stolzia oligantha
Stolzia oligantha är en orkidéart som beskrevs av Rudolf Mansfeld. Stolzia oligantha ingår i släktet Stolzia och familjen orkidéer. Inga underarter finns listade i Catalogue of Life.